# Liste der Naturdenkmale in Stimpfach
| Naturdenkmale | Anzahl |
| ------------- | ------ |
| FND           | 15     |
| END           | 16     |
| Gesamt        | 31     |

Die Liste der Naturdenkmale in Stimpfach nennt die verordneten Naturdenkmale (ND) der im baden-württembergischen Landkreis Schwäbisch Hall liegenden Gemeinde Stimpfach. In Stimpfach gibt es insgesamt 31 als Naturdenkmal geschützte Objekte, davon 15 flächenhafte Naturdenkmale (FND) und 16 Einzelgebilde-Naturdenkmale (END).
Stand: 1. November 2016.

## Flächenhafte Naturdenkmale (FND)
| Name                                            | Bild | Kennung     | Einzelheiten | Position | Fläche Hektar | Datum         |
| ----------------------------------------------- | ---- | ----------- | ------------ | -------- | ------------- | ------------- |
| Alter Hohlweg im Gewann Gartenäcker             |      | 81271040030 | Stimpfach    | ⊙        | 1,5           | 8. März 1990  |
| Feldgehölz bei Siglershofen                     |      | 81271040023 | Stimpfach    | ⊙        | 0,4           | 8. März 1990  |
| Feldrain westlich Randenweiler                  |      | 81271040031 | Stimpfach    | ⊙        | 1,5           | 26. Nov. 1999 |
| Feuchtgebiet am Bahndamm westlich von Stimpfach |      | 81271040008 | Stimpfach    | ⊙        | 0,6           | 25. Mai 1990  |
| Feuchtgebiet am Reiglersbach                    |      | 81271040028 | Stimpfach    | ⊙        | 0,3           | 8. März 1990  |
| Feuchtgebiet im Christfeld                      |      | 81271040021 | Stimpfach    | ⊙        | 0,6           | 16. Sep. 1985 |
| Feuchtgebiet im Großen Mühlfeld                 |      | 81271040025 | Stimpfach    | ⊙        | 0,5           | 8. März 1990  |
| Hangquelle am Schippersbach                     |      | 81271040024 | Stimpfach    | ⊙        | 0,1           | 8. März 1990  |
| Keller in Steinbach am Wald                     | BW   | 81271040033 | Stimpfach    | ⊙        | 0,0           | 26. Nov. 1999 |
| Magerwiese am Wolfsberg                         | BW   | 81271040013 | Stimpfach    | ⊙        | 1,0           | 24. Okt. 1983 |
| Magerwiese beim Lixhof                          |      | 81271040016 | Stimpfach    | ⊙        | 0,7           | 24. Okt. 1983 |
| Rain und Trockenrasen an der Halde              | BW   | 81271040027 | Stimpfach    | ⊙        | 0,3           | 8. März 1990  |
| Teich mit Eiche                                 | BW   | 81271040014 | Stimpfach    | ⊙        | 0,1           | 24. Okt. 1983 |
| Wacholderheide am Bläslesberg                   |      | 81271040029 | Stimpfach    | ⊙        | 0,2           | 26. Nov. 1999 |
| 3 Eichen nordwestlich Streitberg                |      | 81271040026 | Stimpfach    | ⊙        | 0,0           | 8. März 1990  |
| Legende für Naturdenkmal                        |      |             |              |          |               |               |

## Einzelgebilde (END)
| Name                                     | Bild | Kennung     | Einzelheiten                                          | Position | Fläche Hektar | Datum         |
| ---------------------------------------- | ---- | ----------- | ----------------------------------------------------- | -------- | ------------- | ------------- |
| Baumgruppe auf dem Mühlberg              |      | 81271040010 | Stimpfach                                             | ⊙        | 0,0           | 24. Okt. 1983 |
| Eiche im Gewann Schliff                  |      | 81271040022 | Stimpfach                                             | ⊙        | 0,0           | 26. Nov. 1999 |
| Hörbühler Eiche                          |      | 81271040002 | Stimpfach                                             | ⊙        | 0,0           | 24. Okt. 1983 |
| Stimpfacher Eiche                        |      | 81271040011 | Stimpfach                                             | ⊙        | 0,0           | 24. Okt. 1983 |
| Streitberger Linden                      |      | 81271040007 | Stimpfach                                             | ⊙        | 0,0           | 24. Okt. 1983 |
| Weipertshofener Eiche                    |      | 81271040015 | Stimpfach                                             | ⊙        | 0,0           | 24. Okt. 1983 |
| 1 Eiche auf der Weide                    | BW   | 81271040009 | Stimpfach Nicht mehr in der LUBW-Datenbank vorhanden. | ⊙        | 0,0           | 24. Okt. 1983 |
| 1 Eiche bei Siglershofen                 |      | 81271040012 | Stimpfach                                             | ⊙        | 0,0           | 24. Okt. 1983 |
| 1 Eiche im Schliff                       |      | 81271040005 | Stimpfach                                             | ⊙        | 0,0           | 24. Okt. 1983 |
| 1 Eiche nahe der Kreisgrenze             |      | 81271040003 | Stimpfach                                             | ⊙        | 0,0           | 24. Okt. 1983 |
| 1 Eiche unterhalb Lixhof                 |      | 81271040018 | Stimpfach                                             | ⊙        | 0,0           | 24. Okt. 1983 |
| 1 Eiche zwischen Stimpfach u. Rechenberg |      | 81271040001 | Stimpfach                                             | ⊙        | 0,0           | 24. Okt. 1983 |
| 1 Stieleiche an der Jagst                |      | 81271040006 | Stimpfach                                             | ⊙        | 0,0           | 24. Okt. 1983 |
| 1 Stieleiche westlich Gerbertshofen      |      | 81271040017 | Stimpfach                                             | ⊙        | 0,0           | 24. Okt. 1983 |
| 2 Eichen bei der Ölmühle                 |      | 81271040032 | Stimpfach                                             | ⊙        | 0,0           | 26. Nov. 1999 |
| 3 Linden bei Stimpfach                   |      | 81271040020 | Stimpfach                                             | ⊙        | 0,0           | 8. März 1990  |
| Legende für Naturdenkmal                 |      |             |                                                       |          |               |               |